# Jorge Delgado Caballero
Jorge Delgado Caballero (Móstoles, 9 de noviembre de 2002) es un futbolista español que juega como delantero centro en el Real Valladolid C. F. de la Segunda División de España.

## Trayectoria
Nacido en Móstoles, se une al fútbol base del Getafe CF en 2018 procedente del CD Móstoles URJC. Debuta con el filial el 21 de marzo de 2021 al partir como titular en una derrota por 3-1 frente al CD Atlético Baleares en la Segunda División B, y anota su primer gol el siguiente 4 de abril en el empate en liga por 2-2 frente a la UD Melilla.
El 31 de julio de 2021 firma por el Racing de Santander para jugar en su filial en la Segunda Federación, pero el acuerdo no acabó materializándose y regresó a Getafe. El siguiente 10 de enero, finalmente, firma en calidad de cedido por el propio filial del Racing de Santander hasta final de temporada. El siguiente 9 de agosto se oficializa su continuidad, esta vez en propiedad, en el club.
Logra debutar con el primer equipo el 15 de octubre de 2022 al entrar como suplente en los minutos finales de un empate por 0-0 frente a la SD Huesca en la Segunda División.
El 20 de agosto de 2024 se confirmó su fichaje por el Real Valladolid Promesas de la Segunda Federación por una temporada.
El 19 de abril de 2025 renovó por 2 temporadas con el equipo pucelano tras un gran rendimiento en el filial, en el que hasta esa fecha llevaba 13 goles, siendo el máximo goleador del Grupo I de Segunda Federación.

## Clubes
Actualizado al último partido disputado el 4 de mayo de 2025.
| Club                     | País          | Año           | Partidos | Goles |
| ------------------------ | ------------- | ------------- | -------- | ----- |
| Getafe CF "B"            | España        | 2021-2022     | 6        | 1     |
| Rayo Cantabria           | España        | 2022-2024     | 74       | 18    |
| Racing de Santander      | España        | 2022-2024     | 1        | 0     |
| Real Valladolid Promesas | España        | 2024-2025     | 34       | 15    |
| Real Valladolid C. F.    | España        | 2025-presente |          |       |
| Total carrera            | Total carrera | Total carrera | 115      | 34    |

## Palmarés

### Distinciones individuales
| Distinción                                                      | Año     |
| --------------------------------------------------------------- | ------- |
| Máximo goleador grupo I Segunda Federación 2024-25 con 15 goles | 2024-25 |